# Тайна (Алтайский край)
Тайна — село в Красногорском районе Алтайского края. Входит в состав муниципального образования сельское поселение Новозыковский сельсовет.

## История
Основано в 1840 г. В 1926 году состояло из 269 хозяйств. В национальном составе населения того периода преобладали русские. В административном отношении являлось центром Тайнского сельсовета Старо-Бардинского района Бийского округа Сибирского края.

## Население
| 1926 | 1997 | 1998 | 1999 | 2000 | 2001 | 2002 | 2003 | 2004 |
| ---- | ---- | ---- | ---- | ---- | ---- | ---- | ---- | ---- |
| 1287 | ↘281 | ↘251 | ↘239 | ↗264 | ↗270 | ↗283 | ↘268 | ↗271 |
| 2005 | 2006 | 2007 | 2008 | 2009 | 2010 | 2011 | 2012 | 2013 |
| ↗280 | ↘267 | ↘261 | ↗268 | ↘265 | ↘212 | ↘209 | ↘203 | ↘194 |

Национальный состав
Согласно результатам переписи 2002 года, в национальной структуре населения русские составляли 91 %.